# Кезенешть (Римніку-Вилча, Вилча)
Кезенешть, Кезенешті (рум. Căzănești) — село у повіті Вилча в Румунії. Адміністративно підпорядковане місту Римніку-Вилча.
Село розташоване на відстані 158 км на північний захід від Бухареста, 8 км на південний захід від Римніку-Вилчі, 89 км на північний схід від Крайови, 122 км на південний захід від Брашова.

## Населення
За даними перепису населення 2002 року у селі проживали 884 особи.
Національний склад населення села:
| Національність | Кількість осіб | Відсоток |
| -------------- | -------------- | -------- |
| румуни         | 848            | 95,9%    |
| цигани         | 36             | 4,1%     |

Рідною мовою назвали:
| Мова      | Кількість осіб | Відсоток |
| --------- | -------------- | -------- |
| румунська | 874            | 98,9%    |
| циганська | 10             | 1,1%     |